# Гассевей (Західна Вірджинія)
Гассевей (англ. Gassaway) — місто (англ. town) в США, в окрузі Брекстон штату Західна Вірджинія. Населення — 759 осіб (2020).

## Географія
Гассевей розташований за координатами 38°39′59″ пн. ш. 80°46′15″ зх. д. / 38.66639° пн. ш. 80.77083° зх. д. (38.666423, -80.770769).  За даними Бюро перепису населення США в 2010 році місто мало площу 3,15 км², з яких 2,99 км² — суходіл та 0,16 км² — водойми.

## Демографія
Згідно з переписом 2010 року, у місті мешкало 908 осіб у 434 домогосподарствах у складі 228 родин. Густота населення становила 288 осіб/км².  Було 496 помешкань (157/км²).
Расовий склад населення:
| - 98,6 % — білих - 0,3 % — азіатів - 0,1 % — корінних американців - 0,1 % — чорних або афроамериканців |

До двох чи більше рас належало 0,9 %. Частка іспаномовних становила 0,1 % від усіх жителів.
За віковим діапазоном населення розподілялося таким чином: 19,2 % — особи молодші 18 років, 59,4 % — особи у віці 18—64 років, 21,4 % — особи у віці 65 років та старші. Медіана віку мешканця становила 44,5 року. На 100 осіб жіночої статі у місті припадало 90,4 чоловіків;  на 100 жінок у віці від 18 років та старших — 87,7 чоловіків також старших 18 років.
Середній дохід на одне домашнє господарство  становив 42 933 долари США (медіана — 34 375), а середній дохід на одну сім'ю — 53 049 доларів (медіана — 44 625). За межею бідності перебувало 24,9 % осіб, у тому числі 32,3 % дітей у віці до 18 років та 25,4 % осіб у віці 65 років та старших.
Цивільне працевлаштоване населення становило 345 осіб. Основні галузі зайнятості: освіта, охорона здоров'я та соціальна допомога — 21,2 %, роздрібна торгівля — 15,7 %, науковці, спеціалісти, менеджери — 13,0 %, мистецтво, розваги та відпочинок — 11,9 %.